# Gary McKendry
 (novembre 2016).
Gary McKendry (né à Ballyclare, dans le comté d'Antrim, en Irlande du Nord) est un réalisateur britannique de cinéma et de télévision. Son court métrage Everything in This Country Must a été nommé pour un Oscar en 2005.

## Biographie
Né à Ballyclare, où il grandit, Gary McKendry fréquente le Collège d'Art de Belfast pendant un an avant de s'inscrire au Central Saint Martins College of Art and Design à Londres. Diplômé en art et en cinéma, il travaille d'abord comme scénariste à Londres, avant de s'installer en Australie où il travaille comme directeur artistique de publicité. 
Par la suite, il se diversifie en créant la société Go Film et en réalisant des publicités primées pour des clients comme Ikea, Porsche, Heineken, le NASDAQ, Budweiser ou encore De Beers. Il a été interviewé par BBC Radio Ulster après avoir été témoin des attentats du 11 septembre 2001. 
Gary McKendry décide de réaliser Everything in This Country Must après avoir lu la nouvelle de Colum McCann. Il passe une grande partie de l'année 2003 en tournage du film sur place en Irlande du Nord. Le film est nommé pour l'Oscar du meilleur court métrage (prises de vues réelles) lors de la 77e cérémonie des Oscars, remporté par le film Wasp d'Andrea Arnold.
Le premier long métrage de McKendry est Killer Elite, un thriller d'action tiré du roman de fiction de Sir Ranulph Fiennes, The Feather Men, tourné en Australie avec comme interprètes Jason Statham, Clive Owen, et Robert De Niro.
En 2011, il a été annoncé que McKendry dirigerait le premier film d'un accord de financement de trois images[Quoi ?] entre Palomar Pictures et Grosvenor Park Productions. Le film, Joseph et la Fille, sera un remake du thriller français Joseph et la Fille, réalisé par Xavier de Choudens, sorti en 2010.